# Lionel Pape
Edward Lionel Pape (* 17. April 1877 in Sussex, England; † 21. Oktober 1944 in Woodland Hills, Kalifornien) war ein britischer Schauspieler.

## Leben
Pape gab im Jahr 1912 sein Debüt am Broadway in New York, wo er bis 1935 in rund 20 Produktionen mitwirkte. 1917 meldete die New York Times, dass er im Ersten Weltkrieg gefallen sei. Wie es zu dieser Falschmeldung kam, ist ungeklärt.
Er spielte Mitte der 1920er-Jahre unter anderem in der Komödie The Last of Mrs. Chaney, welche insgesamt 385 Vorstellungen hatte und zwei Verfilmungen nach sich zog. Nach einigen Filmauftritten in der Stummfilmzeit ging Lionel Pape 1935 nach Hollywood, wo er fortan regelmäßig in Nebenrollen auftrat. Er wurde überwiegend als pflichtbewusster britischer Butler, Aristokrat oder Beamter besetzt, unter anderem in Der Hund von Baskerville, Die Nacht vor der Hochzeit und Schlagende Wetter. Insgesamt trat er bis 1942 in fast 60 Filmen auf.

## Filmografie
- 1915: The Persuing Shadow
- 1915: Evidence
- 1915: Flam of Passion
- 1915: The Pearl of the Antilles
- 1920: The Sporting Duchess
- 1920: The Fatal Hour
- 1920: The New York Idea
- 1920: Nobody
- 1935: Two for Tonight
- 1935: Der Mann, der die Bank von Monte Carlo sprengte (The Man Who Broke the Bank at Monte Carlo)
- 1935: Sylvia Scarlett
- 1936: Der kleine Lord (Little Lord Fauntleroy)
- 1936: The White Angel
- 1936: Maria von Schottland (Mary of Scotland)
- 1936: White Legion
- 1936: Ein aufsässiges Mädchen (A Woman Rebels)
- 1936: Geliebter Rebell (Beloved Enemy)
- 1936: Die Kameliendame (Camille)
- 1936: The Plough and the Stars
- 1937: The King and the Chorus Girl
- 1937: Der Prinz und der Bettelknabe (The Prince and the Pauper)
- 1937: Das Sklavenschiff (Slave Ship)
- 1937: Rekrut Willie Winkie (Wee Willie Winkie)
- 1937: Finale in St. Petersburg (The Emperor’s Candlesticks)
- 1937: Saratoga
- 1937: Engel (Angel)
- 1937: Man Proof
- 1938: Outside of Paradise
- 1938: The Big Broadcast of 1938
- 1938: Madame haben geläutet? (Fools for Scandals)
- 1938: Wirbelwind aus Paris (Rage of Paris)
- 1938: Der weiße Tiger (Booloo)
- 1938: Blaubarts achte Frau (Bluebeard’s Eight Wife)
- 1938: Gauner mit Herz (The Young In Heart)
- 1939: Der Hund von Baskerville (The Hound of the Baskervilles)
- 1939: Midnight – Enthüllung um Mitternacht
- 1939: It Could Happen To You
- 1939: 5th Ave Girl
- 1939: Rio
- 1939: Zauberer der Liebe (Eternally Yours)
- 1939: Trommeln am Mohawk (Drums Along the Mohwawk)
- 1939: Rulers of the Sea
- 1939: Raffles
- 1940: Congo Maisie
- 1940: Zanzibar
- 1940: Cross-Country Romance
- 1940: Der lange Weg nach Cardiff (The Long Voyage Home)
- 1940: Arise, My Love
- 1940: Ein Mann mit Phantasie (A Dispatch from Reuters)
- 1940: Tin Pan Alley
- 1940: Die Nacht vor der Hochzeit (The Philadelphia Story)
- 1941: Hudson’s Bay
- 1941: Scotland Yard
- 1941: Die Frau mit der Narbe (A Woman’s Face)
- 1941: Arzt und Dämon (Dr. Jekyll and Mr. Hyde)
- 1941: Charley’s Aunt
- 1941: Schlagende Wetter (How Green Was My Valley)
- 1942: Almost Married